# Плејнвил (Џорџија)
Плејнвил (Џорџија) (енгл. Plainville) град је у америчкој савезној држави Џорџија. По попису становништва из 2010. у њему је живело 313 становника.

## Демографија
Према попису становништва из 2010. у граду је живело 313 становника, што је 56 (21,8%) становника више него 2000. године.
| Група             | 2000.       | 2010.       |
| Белци             | 248 (96,5%) | 295 (94,2%) |
| Афроамериканци    | 0 (0,0%)    | 4 (1,3%)    |
| Азијати           | 0 (0,0%)    | 0 (0,0%)    |
| Хиспаноамериканци | 3 (1,2%)    | 9 (2,9%)    |
| Укупно            | 257         | 313         |